# Structural-Glazing-Fassade

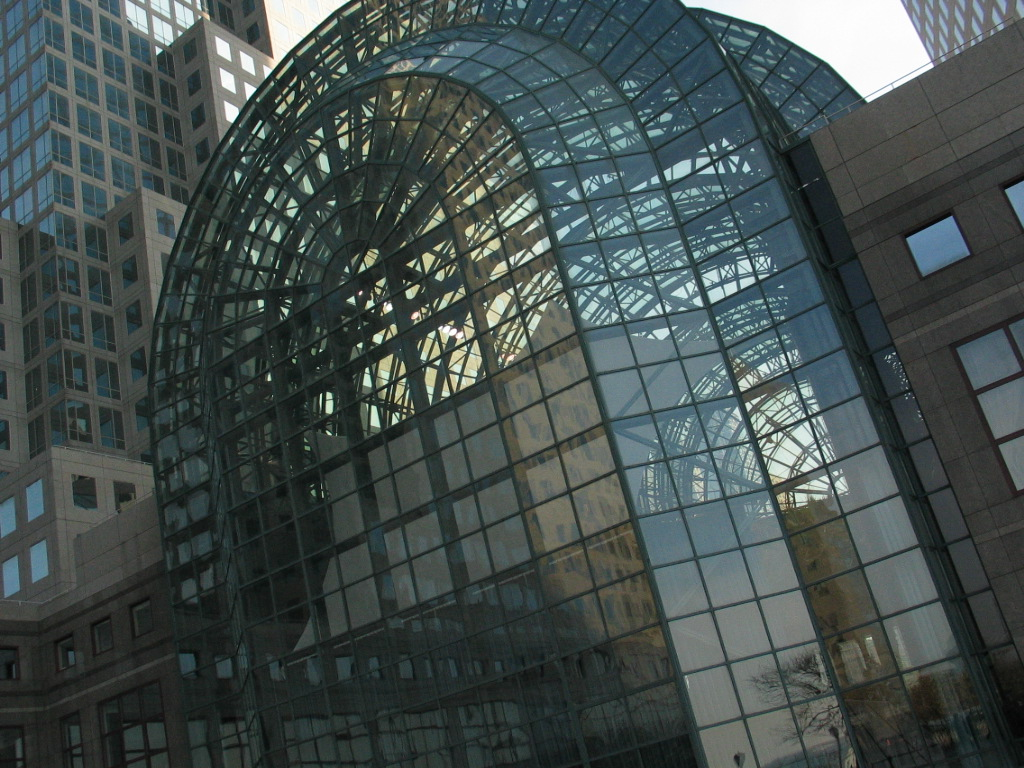
Beispiel einer SG-Fassade

Eine Structural-Glazing-Fassade (SG-Fassade oder SSGS-Fassade: structural sealant glazing system) ist eine Glasfassade, bei der die Glaselemente durch Verklebungen im Tragsystem gehalten werden und eine aussteifende Wirkung haben können.
Eine Structural-Glazing-Fassade ist in der Regel eine vorgehängte Fassadenkonstruktion, die lediglich Eigenlasten abträgt und deren Unterkonstruktion hinter die Fassadenfläche zurücktritt. Solche Fassaden wirken oft homogen, da oft nur die schmalen Fugen zwischen den Elementen sichtbar sind.

## Zulassung
Für SG-Fassaden ist eine Europäische Technische Zulassung (ETA) erforderlich. Es gilt die „Leitlinie für die europäische technische Zulassung für geklebte Glaskonstruktionen“ (ETAG 002). Die Zulassung kann beim Deutschen Institut für Bautechnik (DIBt) in Berlin beantragt werden. In Deutschland besitzen einige Hersteller eine Allgemeine bauaufsichtliche Zulassung, die den Einbau solcher Fassadensysteme bis zu einer Höhe von 100 m erlaubt.
Die jeweils erzielte Zulassung für SG-Fassaden gilt nur im geprüften System. Beim geprüften System werden alle verbauten Einzelteile/Produkte im zusammengebauten Zustand geprüft. Damit wird die Systemtauglichkeit und Verträglichkeit aller verbauten Komponenten getestet. Diese Art der Prüfung unterscheidet sich von europäisch harmonisierten Produkten, deren Materialeigenschaften zugelassen/geprüft werden. Letzteres bedeutet, dass die Verbindung mit bestimmten Oberflächen, die Anwendung von Vorbehandlungsmaßnahmen, die Materialverwendung, Herstellungskontrollen und der Einbau nach den zugelassenen Regeln und Vorschriften zu erfolgen haben.

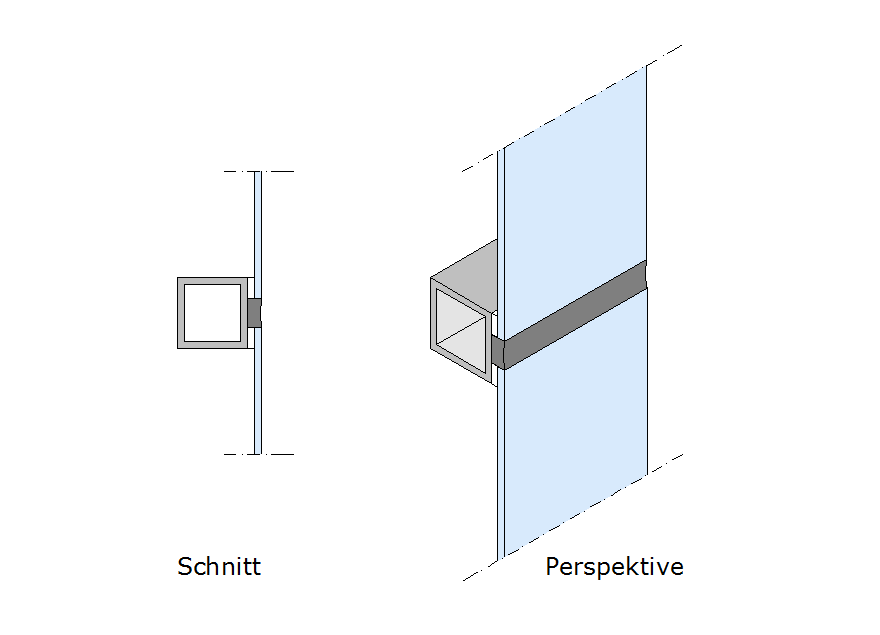
Schnitt und Perspektive einer SG-Fassade (Bild 1). Das Eigengewicht der Glasscheibe wird in der Regel durch hier nicht sichtbare Stahl-Klammern oder dünne horizontal verlaufende Metallprofile abgetragen.

## Lastaufnahme
Die Fassadenelemente werden neben den mechanischen Lasten auch thermisch stark belastet. Bei den mechanischen Lasten wird zwischen den ständigen Lasten und den veränderlichen Lasten unterschieden.
Das Eigengewicht der Fassadenelemente (ständige Last) wird durch verdeckte Tragstrukturen aufgenommen (Unterkonstruktion). Die Verklebung ersetzt die sonst üblichen äußeren Pressleisten, welche die Glasscheiben positionieren und veränderliche Lasten, wie Winddruck, Windsog und Erdbebenlasten aufnehmen.

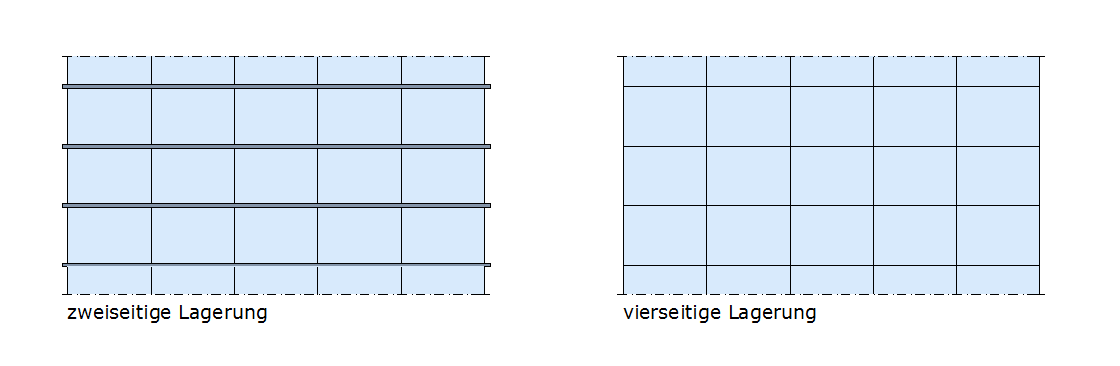
Ansicht der Lagerzustände – außen (Bild 2)

## Einbau
Bei Einbauhöhen von bis zu 8 m kann auf mechanische Halterungen verzichtet werden. Bei Einbauhöhen darüber ist in Deutschland eine zusätzliche mechanische Vorrichtung zur Befestigung des Füllelementes an der Unterkonstruktion nötig, in Österreich und anderen europäischen Ländern sowie den USA sind zusätzliche Halterungen nicht erforderlich. Die zusätzliche Halterung ist direkt mit der Unterkonstruktion verbunden und dient als zusätzliche Sicherung im Falle von Glasbruch oder des Versagens der Verklebung.

## Füllelemente
Für transparente Füllelemente wird Isolierglas oder Einfachglas verwendet. Einfachglas ist nur sinnvoll, wenn die Wärmedämmung durch eine zusätzliche, dahinterliegende Fassadenschicht übernommen wird. Bei der Auswahl von nicht transparenten Paneelen ist darauf zu achten, dass der Randbereich des Füllelementes zur Verklebung der Glaselemente kompatibel ist.

## Verklebung
Die Verklebung übernimmt die Aufgabe der Dichtung und der Befestigung. Sie wird umlaufend um das Füllelement aufgebracht und stellt eine Linienlagerung des Füllelementes dar. Unebenheiten und durch diese verursachten Spitzenspannungen werden ausgeglichen.
Beim Einbau der Verklebung werden die folgenden Vorgänge angewendet: Zunächst werden die Füllelemente mit Halteklammern an der Unterkonstruktion befestigt, um die Eigenlast des Elementes aufzunehmen. Danach werden die Fugen ausgefüllt. Als Füllmaterial wird ausschließlich Silikon verwendet, um äußeren Einflüssen wie UV-Strahlung, Wasser, Wasserdampf, thermische Ausdehnung, Temperaturschwankungen (in Extrembereichen) und aggressiven Medien standzuhalten.
Allgemein sind die Fugen 15 mm breit und haben eine Tiefe von 5 mm. Der Fugenabstand bestimmt sich einerseits über die Größe des Füllelementes und die damit erzeugte Belastung der Fuge, andererseits über das äußere Erscheinungsbild der Fassade.
Die Fugenmasse hat bei technisch korrektem Einbau eine Mindestdauerhaftigkeit von 20 Jahren.

## Unterkonstruktion
Als Unterkonstruktion wird das Prinzip der Pfosten-Riegelkonstruktion angewendet. Dabei können verschiedene Materialien verwendet werden (z. B. Holz oder Alu-/Stahl-Profile), um das Konstruktionsprofil herzustellen. Neben der klassischen Pfosten-Riegelkonstruktion kann das Tragnetz auch aus einer Seilkonstruktion bestehen. Die Befestigung der Füllelemente an der Seilkonstruktion erfolgt mit sogenannten Spinnen, diese können geklemmt befestigt oder durch ein Bohrloch des Füllelementes geführt werden.

## Montage
Bei der Montage und der Herstellung von Structural-Glazing-Fassaden gelten in Deutschland die Vorschriften DIN EN 13022-1:2014 und DIN EN 13022-2:2014-08.

### Anforderungen/Montagebedingungen
Folgende Umgebungsbedingungen müssen bei der Montage von SG-Fassaden beachtet werden:
- Die nähere Umgebungstemperatur und die Oberflächentemperatur müssen zwischen 10 °C und 35 °C liegen.
- Entsprechend der Taupunkttemperatur des Trägers (auf dem das Dichtmittel aufgebracht wird) muss die relative Luftfeuchte 5 % unter dem Taupunkt liegen (dieser Wert ist umgebungstemperaturabhängig).
- Die Montageumgebung muss frei von Stäuben und Verschmutzungen sein.
- Es ist sicherzustellen, dass das Füllelement bis zur vollständigen Erhärtung der Verklebung sicher befestigt ist.
- Erhärtungs-/Trocknungszeiten sind gemäß den Herstellerbedingungen einzuhalten (Anwenderinformation beachten).
- Nach Aushärtung der Verklebung müssen die geforderten Leistungsmerkmale, wie die Konstruktionsanforderungen und die Dauerhaftigkeit, erfüllt sein.[7]

### Montagedokumentation
Die Technische Dokumentation der Montage erfolgt durch ein Montagehandbuch, welches die projektspezifischen Merkmale zur Produktion, Montage, Qualitätssicherung und Kontrolle regelt. Im Montagehandbuch müssen folgende Punkte berücksichtigt werden, die mit ihrer Bauart, Kennzeichnung und Etikettierung angegeben werden müssen:
- Projektbeteiligte, Organisationsstrukturen und Verantwortlichkeiten
- geforderte Merkmale der Gesamtkonstruktion
- Bestandteile und Werkstoffe
- Reinigungs- und Vorbereitungsmittel der Unterkonstruktion und der Haftflächen
- Benötigte Ausrüstungen, Werkzeuge und Einrichtungen für Transport, Lagerung, Reinigung und Montage
- Positionierung der Unterkonstruktion und der Füllelemente (vor Verklebung), Verwendung von Haltevorrichtungen
- Herstellung des Dichtstoffes/Verklebung
- Aushärtungsbedingungen (Erhärtungs-/Trocknungszeiten)
- Nachbehandlungen
- Verträglichkeit verschiedener Materialien
- Bedingungen zur Prüfung und Kontrolle[7]

## Weitere Planungs- und Konstruktionserfordernisse
Bei der Planung von SG-Fassaden muss auf verschiedene Eigenschaften geachtet werden:
- Brandschutz – Vor einer brandschutztechnischen Beurteilung muss zunächst der Einbauort der Konstruktion bestimmt werden. Daraus folgt, welchen Feuerwiderstand das Bauteil leisten muss und welche Beanspruchung durch Feuer von außen an das Bauteil herangetragen wird. Ein weiterer Punkt der zu berücksichtigen ist, ist das Brandverhalten des Baustoffes und die Ausbreitung des Feuers.
- Sicherheitsaspekte bei der Nutzung – Beim Einbau von Sicherheitsglas als Füllelement sind verschiedene Angriffshemmungen sicherzustellen, um den Schutz von Personen und Gütern zu gewährleisten. Durchwurfhemmung, Durchbruchhemmung, Durchschusshemmung und Sprengwirkungshemmung müssen entsprechend dem Einbauort sichergestellt sein. Zudem ist der Schutz vor Einbruch von großer Bedeutung. Die Beständigkeit gegen plötzliche Temperaturunterschiede und der Widerstand gegen Windlasten, Schneelasten, Dauerlasten und Nutzlasten muss im Vorfeld geprüft und das Bauteil muss entsprechend bemessen werden.
- Bauphysik – Um ein energieeffizientes Gebäude herzustellen, welches ein behagliches Klima aufweist, muss es vorher bauphysikalisch optimiert werden. Die Optimierungsparameter sind Luftdichtigkeit, Wärmeleitfähigkeit, Schalldämmung und Feuchtigkeit.
- Gesundheitsschutz – Zur Vermeidung, das Gefahrenstoffe aus dem Material freigesetzt werden, muss das Bauteil auf seine Eigenschaften überprüft werden. Zudem sind die bauphysikalischen Eigenschaften im Bezug auf den Gesundheitsschutz zu prüfen (wie Feuchte, Wärme, Schall…).[7]